# Szemere Miklós (költő)
Szemere Miklós  (Lasztóc, Zemplén vármegye [ma Szlovákia]; 1802. június 17. – Lasztóc, 1881. augusztus 20.) költő, ügyvéd, politikus, a Magyar Tudományos Akadémia levelező és Kisfaludy Társaság tagja.

## Pályája
A Szemerék ősi kálvinista nemzetségéből származott, Szemere László, Ung vármegye követe és Vattay Krisztina fia. Apját korán elvesztette. Anyja már  ötéves  korában iskolába adta Sárospatakra, ahol 1809-12-ben az alsóbb osztályok járta; a következő két évet Eperjesen és Lőcsén töltötte, hogy a német nyelvet megtanulja, majd ismét a sárospataki főiskolában végezte tíz évig a középiskolai, bölcseleti, jogi és akkori szokás szerint a teológiai tanulmányokat is.
1825-ben Szerencsy István, akkor ungi főjegyző mellett volt joggyakorlaton, azután pedig nagybátyja, Szemere István zempléni követ mellett a pozsonyi országgyűlésen. 1827. március 25-én ügyvédi vizsgát tett. Birtokai kezelésének átvétele vagy hivatalba lépés helyett, több szeretettel viseltetett a költészet és a művészet minden ága iránt; ezért az 1832-35. éveket művészek társaságában, Barabás Miklóssal együtt Bécs műgyűjteményei közt, majd Észak-Olaszországban töltötte.
1836-ban, miután hazaérkezett, feleségül vette Máriássy Annát. A gazdasággal azután sem sokat törődött; azt egészen nejére bízta. Előbbi szokása szerint utazott, a vármegye gyűléseit látogatta, ellenzéki barátaival mulatott és vadászgatott; a napirenden levő vármegyei mozgalmakban valódi kuruc szenvedéllyel vett részt. Fiatal korában tehetségesen festett, domborműveket faragott, majd ezzel felhagyva főként a költészettel kezdett foglalkozni.
Már 36 éves volt, amikor a közönség elé lépett. Összeköttetésben állott az írókkal; ingerlékeny természete miatt gyakran vitákba keveredett a szerkesztőkkel: Garay Jánossal, Petőfivel, Arany Jánossal is.
Mint a becsvágyóbb zempléni nemesurak, ő is szenvedélyesen politizált, sokat szerepelt a vármegyei gyűléseken, részt vett a követválasztási küzdelmekben. A kormányt keményen bíráló baloldali ellenzéki pártállását haláláig megtartotta. Vármegyei nemestársai és a pesti írók gyakran megfordultak kúriájában, az irodalom éppen olyan szenvedélye volt, mint a Kossuth-párti politika.
A szabadságharc idején fiával együtt beállt huszárnak, Erdélyben Bem táborában is harcolt. A szabadságharc leverése után lasztóci birtokán visszavonultságban gazdálkodott.
A Magyar Tudományos Akadémia 1863. január 12-én választotta levelező tagjának, a Kisfaludy Társaságnak 1865-ben lett tagja.
Mint a szélsőbal hívét az 1870-es években képviselőjelöltül is felléptette e párt a pest-belvárosi kerületben Deák Ferenc ellen, de siker nélkül.
Hosszabb utazásokat tett, így Chyzer Kornéllal Törökországba, Görögországba és Olaszországba utazott; 1874 nyarán meglátogatta Kossuth Lajost Baraccone-ban. Lasztóci birtokán halt meg hosszas betegeskedés után. A Kisfaludy Társaságban 1883. március 28-án Tóth Lőrinc tartott fölötte emlékbeszédet.

## Munkássága
Már 36 éves volt, amikor Kazinczy Gábor biztatására versekkel a nyilvánosság elé lépett. 1840-ben az Athenaeumban néhány Goethe után fordított dala jelent meg. Ezeket csakhamar eredeti költemények követték. Ettől kezdve haláláig közölték költeményeit a jelesebb szépirodalmi zsebkönyvek és folyóiratok.

## Művei
- Óvás Garaynak mint az Emlény szerkesztőnek kényuracskai tréfái ellen. Hely és év n. (Garay és Sz. költeményeivel).
- Mixtura énekes játék. Készült és előadatott S.-A.-Ujhelyben, nov. 14. 1839. (Ezen költemény a Zemplén aulikus érzelmű politikusait állítja pellengérre. A benne előforduló «Breszcze Hlapczi»-t Ugassatok kölykök cz. alatt is ismerték).
- Kazinczy Ferencz sírjánál 1859. Sárospatak, 1860. (Költemény).
- Válasz Brassai Ismerettyűjére. Uo. 1862.
- Szemere Miklós összegyűjtött munkái. Bpest, 1882. kiadja Aigner Lajos. (Nemzeti Könyvtár XXX-XXXII. Ism. Egyetértés 355. sz.) Első kötet
- Szemere Miklós irodalmi hagyatékából. (Szemere Miklós levélváltása Tompa Mihálylyal) Bevezetéssel és jegyzetekkel ellátva közli Perényi József. Nagy-Kanizsa, 1902. (Különnyomat a nagy-kanizsai főgymnasium Értesítőjéből).
- Szemere Bertalan levelei Szemere Miklóshoz és Györgyhöz. 1837–1856; bev., jegyz. Perényi József; Egyházmegyei Ny., Veszprém, 1908
- A vadon költészete. Válogatott költemények; vál., szerk. Kováts Dániel; BAZ Megyei Múzeumok Igazgatósága, Miskolc, 2007 (Poétai gyűjtemény)

Verseinek gyűjteményét Abafi Lajos adta közre: Szemere Miklós összes munkái. Három kötet. (Budapest, 1882).
Kéziratos hagyatékának egy részét Perényi József tette közzé: Szemere Miklós irodalmi hagyatékából. (Nagykanizsai kegyesrendi gimnázium értesítője. 1902.)